# Godfrey Reggio
Godfrey Reggio (New Orleans, 29 marzo 1940) è un regista, sceneggiatore e produttore cinematografico statunitense.
È conosciuto principalmente per la sua Trilogia qatsi, con la quale ha inventato un nuovo stile cinematografico.
I film che compongono la trilogia, infatti, Koyaanisqatsi, Powaqqatsi, e Naqoyqatsi, senza parole e senza attori, sono basati sulla intensa combinazione di sole immagini, realizzate con una estrema cura fotografica, in un montaggio ritmato dai suoni e dalla musica scritta da Philip Glass. Si tratta di opere tese ad ottenere un forte impatto visivo, per mostrare l'effetto distruttivo che l'attuale civiltà industriale ha sull'ambiente e il disequilibrio sociale fra il nord e il sud del mondo.
Le sue innovazioni, quali l'uso di immagini rallentate o accelerate, in combinazione con musica di tipo minimalista, hanno presto costituito un modello stilistico largamente ripreso in tutto il mondo, tanto nel cinema che nella pubblicità televisiva.

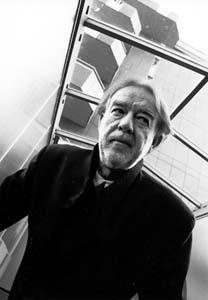
Godfrey Reggio

## Biografia
È nato a New Orleans, Louisiana, e proviene da un'antica e distinta famiglia della Louisiana discendente da Francesco M. De Reggio, un nobile italiano che prima si stabilì in Francia e poi nella Louisiana francese attorno al 1750.

### Adolescenza
All’età di 14 anni Reggio entra in un monastero cattolico dei Fratelli Cristiani, passando lì gran parte dell´adolescenza.
Dopo aver speso 14 anni della sua vita giovanile nel digiuno e nella preghiera, decide di abbandonare l’ordine e trasferirsi in New Mexico, dove inizia un percorso di insegnamento alle scuole elementari, secondarie e alle università. Successivamente, si fa portavoce di molte campagne sociali e politiche nel territorio americano, fondando varie comunità al servizio dei cittadini bisognosi; in particolare, nel 1963 fonda Young Citizen for Action, un progetto di organizzazione della comunità con lo scopo di aiutare bande di ragazzi di strada. Reggio fonda in seguito La Clinica de la Gente, una struttura che ha fornito assistenza medica a 12.000 membri della comunità di Santa Fe, e La Gente, una organizzazione di progetto comunitario nei quartieri del nord del New Mexico. Nel 1972, fonda poi The Institute for Regional Education a Santa Fe, una fondazione no-profit focalizzata sullo sviluppo dei media, le arti, l'organizzazione della comunità e della ricerca.

### Koyaanisqatsi
Nonostante il mondo hollywoodiano fosse molto distante da lui, cresciuto in povertà e preghiera dentro un monastero, Reggio racconta di come un giorno un suo fratello gli suggerì la visione del film Los Olvidados (I figli della violenza) di Luis Buñuel, realizzato nel 1950 e premiato al Festival di Cannes del 1951, che descrive la vita di tre ragazzi di strada nella periferia di Città del Messico.
Questo film fu una vera e propria illuminazione per Reggio, tanto che si convinse a comprarne una copia personale per poterla mostrare ai giovani svantaggiati di cui si prendeva cura nelle comunità, dichiarando di come la visione fu per i giovani una vera e propria esperienza spirituale, in grado di “toccare l’anima” dei singoli spettatori.
Fu così che Reggio iniziò a interessarsi al cinema, considerato da lui “la chiesa” del futuro.
Tra il 1974 e il 1975, con il finanziamento dell’American Civil Liberties Union, Reggio organizza ad Albuquerque una campagna multimediale di interesse pubblico sulla violazione della privacy e l'uso della tecnologia per controllare il comportamento; a questo proposito organizzò spot pubblicitari che vennero acquistati dalla televisione, dalla radio e dai giornali, realizzati grazie alla collaborazione con Ron Fricke.
Queste campagne pubblicitarie, nonostante riscossero un successo straordinario, vennero presto ritirate e i fondi stanziati vennero poi riutilizzati per la realizzazione della sua opera prima, Koyaanisqatsi- life without a balance.
Realizzato tra il 1975 e il 1982, negli anni più duri della crisi urbana degli Stati Uniti, il film è una visione apocalittica della collisione di due mondi diversi, ovvero la vita urbana e la tecnologia messe a confronto con l'ambiente naturale. La realizzazione richiese sei anni di ricerche, durante i quali Reggio e Fricke viaggiarono negli Stati Uniti per filmare sia le meraviglie dei paesaggi naturali sia le città urbanizzate, con un piccolo budget a disposizione.
L’opera si presenta senza personaggi, senza una trama e senza una struttura narrativa, ma la cornice temporale è condizionata dalla struttura del film, basata sul contrasto provocatorio tra il mondo naturale e la società tecnologica moderna.

### TrilogiaQatsi
Koyaanisquatsi divenne poi il primo film di una trilogia, seguita nel 1987 da Powaqqatsi: life in trasformation e successivamente, nel 2002, da Naqoyqatsi: life as war, entrambi incentrati sul passaggio dall´ambiente naturale al nuovo ambiente tecnologico; mentre Powaqqatsi si focalizza in particolare sulle piccole culture dell´Asia, dell´Africa, del Medio Oriente e del Sud America, e le varie differenze mostrate attraverso le loro tradizioni, celebrando il culto spirituale, il lavoro e la creatività umana di una specifica cultura, l'ultimo film della trilogia Qatsi si presenta come un viaggio nella terra di nessuno, dove il mondo reale cede il posto al virtuale, mostrando la tragedia e la speranza di un mondo ormai sommerso dalla tecnologia. Nelle stesse parole di Reggio "il focus della trilogia «qatsi» è l’assenza di speranza (hopelessness). Il tramonto della speranza. Solo i pessimisti possono cambiare il mondo. I miei film sono stati in questo senso degli esercizi di ricerca nell’oscurità, nella luce accecante della tecnologia. È un punto molto importante se teniamo presente che l’arte è nata nell’oscurità, dall’assenza di forma."

### Anima Mundi
Nel 1991 Reggio dirige il documentario Anima Mundi, un film commissionato da Bulgari, la casa di gioielli italiana, per il World Wide Fund for Nature che si servì della pellicola per promuovere la diversità biologica e per celebrare la magnificenza e la varietà della fauna del mondo.
Accompagnato ancora una volta dalla musica di Philip Glass,  Anima Mundi è un montaggio di 28 minuti dove vengono mostrate immagini di oltre settanta specie animali; il film non presenta attori, non ha dialoghi né un intreccio tradizionale, ma mostra strane creature che balenano improvvisamente davanti agli occhi, come enormi mandrie di bufali, gruppi di meduse e batteri dai colori vivaci che si moltiplicano.
Il film si conclude con una definizione di Anima Mundi presa dal Timeo di Platone, che appare sullo schermo scritta in varie lingue, in omaggio alla varietà delle culture umane: "Questo mondo è in realtà un essere vivente con una propria anima e intelligenza".
Il cortometraggio, realizzato in occasione della campagna del WWF sulla diversità biologica, si pone come un’iniziativa per salvare le numerose specie in estinzione del pianeta. 

### Fabrica
Nel 1993, Godfrey Reggio venne poi chiamato da Luciano Benetton a ricoprire la cattedra di direttore artistico di Fabrica, dove rimarrà in carica fino al 1997. Fu proprio grazie alla figura di questo visionario regista che la comunicazione cinematografica inizia a ricoprire un ruolo molto importante all´interno del centro di ricerca. La prima opera del regista per il centro di ricerca fu Evidence, un documentario girato in 35 mml della durata di 8 minuti realizzato con la collaborazione dei “fabricanti” Angela Melitopolus e Miroslav Janek, con l´immancabile musica del compositore Philip Glass.

## Filmografia
- Koyaanisqatsi (1983)
- Powaqqatsi (1988)
- Anima Mundi (1991)
- Evidence (1995)
- Naqoyqatsi (2002)
- Visitors (2013)